# Beckwithia andersonii
Beckwithia andersonii (A.Gray) Jeps. – gatunek rośliny z rodziny jaskrowatych (Ranunculaceae Juss.). Występuje endemicznie w zachodniej części Stanów Zjednoczonych – na obszarze od północno-wschodniej Kalifornii i północno-zachodniej Arizony aż po Oregon i południową część Idaho. 

## Morfologia
PokrójBylina.
LiścieW zarysie mają sercowaty kształt, złożone z eliptycznych lub liniowych segmentów, dwu- lub trójdzielnych. Mierzą 1,5–4 cm długości oraz 2–4 cm szerokości. Wierzchołek jest spiczastyy lub tępy.
KwiatySą pojedyncze. Mają 5 owalnych działek kielicha, które dorastają do 9–15 mm długości. Mają 5 białych lub różowawych płatków o długości 12–18 mm.
OwoceNagie niełupki o długości 6–12 mm. Tworzą owoc zbiorowy – wieloniełupkę o kulistym kształcie i 20–30 mm długości.

## Biologia i ekologia
Rośnie w zaroślach i lasach sosnowych. Występuje na wysokości od 900 do 2300 m n.p.m. Kwitnie od kwietnia do maja.